# ワン・ジャマク・ワン・ハッサン
ワン・ジャマク・ビン・ワン・ハッサン（マレー語: Wan Jamak bin Wan Hassan、1957年11月22日 - ）は、マレーシアの元サッカー選手、現サッカー指導者。元マレーシア代表。選手時代のポジションはDF。マレーシア代表監督を務めた経歴を持っている。

## 選手歴
1969年にジョホールFAに加入、同クラブに1980年まで所属した。
また、同国代表にも招集され、AFCアジアカップ1980に出場した。

## 監督歴
ジョホールFAで監督となった後、マレーシア代表の監督となった。
2006年にムラカ・テレコムの監督となった後、2008年から2011年にかけてヌグリ・スンビランFA、2011年から2012年にかけてケダFAで監督を務め、2013年から2014年にかけてPKNS FCの監督となった。

## タイトル

### 監督
マレーシア代表
- 東南アジアサッカー選手権

準優勝: 1996
ヌグリ・スンビランFA
- ピアラFAマレーシア: 2010
- マレーシアカップ: 2009

準優勝: 2010